# أولاند

شعار جزيرة أولاند

موقع جزيرة أولاند في السويد

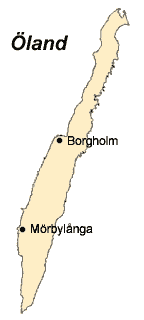
خريطة جزيرة أولاند

أولاند (بالسويدية: Öland) هي ثاني أكبر جزيرة بمملكة السويد تقع جزيرة أولاند في بحر البلطيق، شرق منطقة سمولاند حيث يفصل الجزيرة عن البر السويدي بمضيق كالمار وترتبط جزيرة أولاند بمقاطعة سمولاند منذ سنة 1972 بجسر أولاند. تتبع جزيرة أولاند من الناحية الإدارية لمقاطعة كالمار . تبلغ مساحة الجزيرة حوالي 1,342 كيلومتر مربع ويبلغ أقصى طول للجزيرة حوالي 137 كم ويبلغ أقصى عرض للجزيرة حوالي 16 كلم. يسكن الجزيرة حوالي 24,503 نسمة حسب آخر إحصاء.

## الإدارة
شكّلت أولاند مقاطعة مستقلة بين عامي 1819 - 1826 وخارج هذه الفترة كانت جزءً من مقاطعة كالمار، تتألف أولاند من بلديتين (بوريهولم - موربيلونغا).

## التاريخ
تشير اللقى الأثرية في جزيرة أولاند إلى وجود نشاط بشري يعود إلى عام 8000 قبل الميلاد أي في بداية العصر الحجري كما تشير إلى اشتغال سكان المنطقة بالصيد بحسب اللقى الإحفورية، ففي أوائل العصر الحجري هاجر البشر المستوطنون إلى الجزيرة في فترة اتصالها الجليدي بالبر الرئيسي لكالمار.
يوجد في الجزيرة العديد من الأماكن الأثرية كمساكن أولاند Oelandia والتي تعود لعام 6000 قبل الميلاد والتي شكلت جزءً هاماً من مستوطنات العصر الحجري وامتدت إلى عصر الفايكينج كما يوجد على الجزيرة عدد من المقابر التي تعود عصر الحديدي.

## الجغرافية
تعد أولاند ثاني أكبر جزيرة في السويد قسمت تاريخياً إلى مركز حضري وخمس مناطق إدارية.

### المدن والقرى
ألبي
بورجولم (1816)
جيتلينجن
هولترستاد
مدينة العبارات
Mörbylånga
إريكسور
ستيناسا
مدينة النصر
سيبي
جنوب ساندبي
نورا موكليبي
Bläsinge
قرية المزرعة
أوتينبي
Köpingsvik

### المناطق الإدارية
الجوتسروم مائة
المراعي مائة
Möckleby Hundred
الرونية مائة
Plainsbo مائة
Åkerbo مائة
أعلى نقطة: هويسروم لوفت 55 مترًا (180 قدمًا) فوق مستوى سطح البحر
أكبر بحيرة: هورنسیوم Hornsjön
الطول: 137 كيلومترا و 85 ميلا
العرض (من النقطة) 16 كيلومترا (9.9 ميلا)

## البيئة
تملك الجزيرة رصيفاً بحرياً يتميز بكونه موطناً لعدد من الكائنات المهددة بالانقراض، أما اليابسة فتتشكل في الغالب من الحجر الرملي والصوان وطبقات من الحجر الجيري والذي يعود تاريخ وجوده إلى 450 مليون عام.
في عام 2000 أصبحت الأراضي الزراعية في جزيرة أولاند إرثاً عالمياً على لوائح منظمة الأونسكو وخاصة في المنطقة الجنوبية من الجزيرة، في الوقت الحالي يزرع سكان أولاند في نفس الأراضي التي زرعها الناس خلال مئات وآلاف السنين.
في عام 2011 قدمت شركة جريبين للغاز طلباً لبدء التنقيب في المناطق المحيطة بالجزيرة عن الغاز الطبيعي وتمت الموافقة على الطلب من قبل الحكومة برغم الاعتراضات الكبيرة من السكان والإدارات البلدية لما ستشكل هذه الأعمال من خطر على بيئة المنطقة.